# 2-mercaptobenzotiazolo
Il 2-mercaptobenzotiazolo è un composto eterociclico.
A temperatura ambiente si presenta come un solido giallo chiaro dall'odore caratteristico. È un composto allergenico, pericoloso per l'ambiente.
È una sostanza che viene usata come antiossidante e accelerante nel processo di vulcanizzazione della gomma.